# Guerra civil española en Crevillente
La Guerra Civil Española en Crevillente (1936–1939) supuso un periodo de intensa conflictividad política, social y represiva en este municipio del Bajo Vinalopó, en la provincia de Alicante. Aunque alejada del frente, Crevillente fue un enclave de fuerte implantación obrera y republicana, lo que la convirtió en escenario de movilización revolucionaria durante la contienda y de una dura represión franquista tras la victoria del bando sublevado.

## Contexto político previo
Durante la Segunda República Española, Crevillente fue un bastión del movimiento obrero. En 1929, la Unión General de Trabajadores (UGT) contaba con 1.518 afiliados, y en las elecciones municipales de 1931 el Partido Socialista Obrero Español (PSOE) obtuvo la mayoría, siendo elegido alcalde Manuel Menargues Vicens, primer edil republicano del municipio.
En abril de 1934, una manifestación obrera terminó con la muerte por disparos de la Guardia Civil de dos jóvenes, uno del Partido Comunista de España (PCE) y otro de las Juventudes Socialistas. El entierro fue multitudinario y se proclamó una huelga general, tras la cual el gobierno destituyó al alcalde y procesó a varios líderes socialistas y comunistas.

## Desarrollo de la guerra
Durante la guerra, Crevillente permaneció bajo control republicano. La UGT procedió a la colectivización de varias fincas rústicas y de las industrias locales, especialmente las relacionadas con el sector textil y de alpargatas. El PCE experimentó un notable crecimiento, organizando ocho células con más de doscientos militantes, incluyendo treinta y cinco mujeres. Estas células mantenían buenas relaciones con el PSOE en el Comité de Frente Popular Antifascista, celebrando asambleas conjuntas y actuando coordinadamente en los sindicatos locales.
Numerosos vecinos de Crevillente participaron en el frente republicano. Recientemente, el Archivo Municipal "Clara Campoamor" recibió la donación de 30 cartas escritas por un soldado republicano crevillentino desde el frente de Guadalajara, proporcionando valiosos testimonios personales del conflicto.

## Final de la guerra y represión franquista
Tras la caída de la República en marzo de 1939, Crevillente fue ocupada por las tropas franquistas. Se instauró una dura represión contra los antiguos dirigentes republicanos y sindicalistas. El exalcalde Manuel Menargues Vicens fue ejecutado por el régimen franquista.
Muchos republicanos de la zona, incluyendo vecinos de Crevillente, fueron internados en el campo de concentración de Albatera, donde se estima que fueron recluidos miles de prisioneros en condiciones infrahumanas. Testimonios de supervivientes relatan las penurias sufridas en dicho campo.
Al menos 31 vecinos de Crevillente huyeron al extranjero durante los últimos días de la guerra civil desde el puerto de Alicante, embarcando en el buque británico Stanbrook el 28 de marzo de 1939, en uno de los episodios más emblemáticos del exilio republicano.

## Memoria histórica
En los últimos años, se han llevado a cabo diversas iniciativas para recuperar la memoria de las víctimas de la represión franquista en Crevillente. Entre ellas, destacan las investigaciones del Archivo de la Democracia de la Universidad de Alicante y las donaciones de documentos personales al Archivo Municipal "Clara Campoamor".